# Anna Andrusikiewicz
Anna Wanda Andrusikiewicz, z domu Ender (ur. 2 grudnia 1926 w Wilnie, zm. 23 sierpnia 2012 w Olsztynie) – polska przewodniczka turystyczna, zasłużona działaczka Polskiego Towarzystwa Turystyczno-Krajoznawczego.

## Życiorys
Była córką Jana Endera i Jadwigi ze Strzałkowskich. Ojciec (zm. 1981) był uczestnikiem I wojny światowej i wojny polsko-rosyjskiej (za którą został odznaczony Krzyżem Walecznych), w okresie międzywojennym zawodowym oficerem WP, absolwentem Wyższej Szkoły Wojennej w Warszawie, po kampanii wrześniowej jeńcem Woldenbergu. Matka (zm. 1981) pracowała jako nauczycielka, ale po urodzeniu córki nie wróciła do zawodu. Ze względu na charakter pracy ojca rodzina często zmieniała miejsce pobytu (m.in. Poznań, Warszawa, Brześć nad Bugiem). W Brześciu nad Bugiem Anna ukończyła szkołę podstawową i pierwszą klasę gimnazjum. Od 10. roku życia należała do harcerstwa. W okresie okupacji przebywała w Siedlcach, a następnie w Krakowie, gdzie ukończyła szkołę handlową i pracowała w urzędzie telefonicznym. Działała w harcerstwie konspiracyjnym. Z ruchem harcerskim pozostała związana również po wojnie, osiągając stopień harcmistrza i funkcję zastępcy komendanta Krakowskiej Komendy Chorągwi Związku Harcerstwa Polskiego.
W latach powojennych ukończyła studia na Akademii Handlowej w Krakowie oraz obroniła dyplom magistra ekonomii w Szkole Głównej Planowania i Statystyki. Pracowała jako księgowa w liceum pedagogicznym w Krakowie, potem w dziale planowania przedsiębiorstwa Centrostal. W 1960 roku przeniosła się do Olsztyna, gdzie nadal pracowała w Centrostalu, a potem w Wojewódzkiej Komisji Planowania. W 1981 roku przeszła na emeryturę.
Pasjonatka turystyki pieszej, przewodniczka, działa we władzach PTTK. W 1983 roku została honorowym przodownikiem turystyki pieszej. Współorganizowała liczne imprezy turystyczne, m.in. zloty przodowników turystyki pieszej (w tym XXXVII Ogólnopolski Zlot Przodowników Turystyki Pieszej w Olsztynie). Uczestniczka olsztyńskich wycieczek pod hasłami „Spacer z gawędą” i „Nie siedź w domu, ruszaj z nami”, ma stopnie zasłużonego instruktora krajoznawstwa i instruktora krajoznawstwa Polski. W 1997 roku zainicjowała utworzenie Klubu Krajoznawców PTTK przy Uniwersytecie Trzeciego Wieku w Olsztynie. Na tej uczelni prowadziła wykłady. W 1976 roku ukończyła kurs przewodnicki. Była popularną przewodniczką po Olsztynie oraz kilkakrotną laureatką konkursów krasomówczych dla przewodników w Golubiu-Dobrzyniu.
Publikowała opracowania dotyczące Olsztyna, regionu i szlaków turystycznych, m.in. w „Przeglądzie Turystycznym”, „Poznaj swój kraj”, prasie regionalnej. Była autorką i współautorką wielu przewodników, m.in. Wędrówki po Olsztynie. Do zbiorowej publikacji Przewodnictwo turystyczne w Polsce (1986) opracowała rozdział poświęcony historii przewodnictwa PTTK w województwie olsztyńskim. Została odznaczona m.in. Krzyżem Kawalerskim Orderu Odrodzenia Polski (1981), odznaką „Zasłużony dla Warmii i Mazur” (1972), Krzyżem Armii Krajowej (1994), Złotą Honorową Odznaką PTTK i innymi wyróżnieniami towarzystwa, w tym tytułem Członka Honorowego PTTK, nadanym na walnym zjeździe PTTK w Poznaniu (1993). Była członkiem Światowego Związku Żołnierzy Armii Krajowej.